# Воспоминания о Шерлоке Холмсе
«Воспомина́ния о Ше́рлоке Хо́лмсе» — 13-серийный биографический телесериал, рассказывающий о личной жизни известного британского писателя Артура Конан Дойля, а также о созданном им персонаже, Шерлоке Холмсе. Название сериала — это перефразированное название сборника рассказов Конан Дойля «Воспоминания Шерлока Холмса». Телепремьера состоялась в апреле 2000 года на канале «ОРТ».

## Сюжет
Сэр Артур Конан Дойль — преуспевающий писатель и хороший врач. Он счастлив жить в собственном большом доме, с женой и детьми. Единственное, что его огорчает, — это то, что его книги о Шерлоке Холмсе пользуются большей популярностью, чем все остальные. При этом Шерлока Холмса Дойль считает своей худшей работой. В работе над рассказами ему помогает литературный агент мистер Вуд, который готовит юбилейный сборник рассказов о Шерлоке Холмсе накануне XX века. Работой по дому занимается молодая служанка Анна Кью, которая откровенно недолюбливает Вуда. Артур Конан Дойль ежедневно получает огромную почту, адресованную не ему, а Шерлоку Холмсу. Однажды приходит письмо с мольбой о помощи от британского индуса Джорджа Эдалджи, который утверждает, что его несправедливо обвиняют в зверском убийстве чужого пони. Конан Дойль решает начать расследование.
Жена Дойля тяжело заболевает и умирает в страшных мучениях. Убитый горем Дойль решает навсегда расправиться с ненавистным Холмсом и пишет рассказ о его гибели. Неожиданно для Дойля Вуд уходит сразу после написания рассказа. 
В скором времени, на встрече с королём Великобритании, Дойль говорит, что напишет продолжение рассказа, где Холмс возвращается живой и невредимый. Параллельно с этим время от времени показываются и приключения Шерлока Холмса, которые происходят как бы в воображении Дойля, Вуда и Кью.

### В ролях
| Актёр             | Роль                               |
| ----------------- | ---------------------------------- |
| Алексей Петренко  | Артур Конан Дойль, писатель        |
| Сергей Бехтерев   | Альфред Вуд, секретарь Конан Дойля |
| Марина Левтова    | Анна Кью, служанка Конан Дойля     |
| Лариса Удовиченко | Луиза Конан Дойль, жена писателя   |
| Геннадий Воропаев | Король Англии                      |
| Петр Меркурьев    | секретарь короля                   |

### История создания
По словам Масленникова, телесериал снимался для продвижения на Западе. Ни одна из сцен про Шерлока Холмса не была снята при подготовке данного фильма, старые материалы были перемонтированы и отреставрированы. Снималась только жизнь Конан Дойля. Поскольку большую часть фильма составляют перемонтированные серии «Приключений Шерлока Холмса и доктора Ватсона», большинство актёров, упомянутых в титрах, в новом фильме не снимались и участвуют в нём лишь формально.
Сделать новый формат было сложно, но очень хотелось, ведь они переводили оригиналы фильмов на цифровую основу. От этого фильмы стали замечательно выглядеть, сразу обновились, помолодели. К тому же новый формат позволил бы нам продавать их по всему миру. Как мы это сделали? Владимир Валуцкий написал связующую историю самого Конан Дойла, которого сыграл Алексей Петренко. Мы сняли эти эпизоды, где Конан Дойл со своим секретарём Вудом создаёт сборник рассказов о Шерлоке Холмсе. Из наших прежних фильмов мы выделяли отдельные истории и после очередной дискуссии Конан Дойла с Вудом вставляли эти эпизоды целиком. Так получились новые серии по пятьдесят две минуты.
К выходу фильма Иннокентия Смоктуновского, Марины Левтовой и Рины Зелёной уже не было в живых, а Борислав Брондуков был тяжело болен. Премьера состоялась в 2000 году на канале ОРТ. Перед показом телесериала демонстрировался документальный фильм о его производстве.

## Критика
Мнения телезрителей о ленте разделились. Большинство восприняли его отрицательно (хотя были и те, кому фильм понравился). Предметом недовольства стало и то, что многие серии о Шерлоке Холмсе были сильно урезаны. Василий Ливанов и Виталий Соломин негативно отзывались об этом фильме.
Василий Ливанов:
Масленников пошёл на поступок, который в одном из интервью сам же признал шкурным. Он решил снять фильм о том, как Конан Дойл ненавидел Шерлока Холмса, а нашу с Соломиным работу превратить в иллюстрацию к этому фильму. То есть сбить всю её значимость. Я очень резко выступил против этой телевизионной поделки. Почему? Да потому что есть цельная гармоничная работа. Именно её стилистика, созданная оператором, привела к такому успеху. И этот успех превращать в иллюстрацию к другому фильму?! По меньшей мере не умно. Радоваться надо успехам, а не пытаться всячески кричать: „Ах, это я, я и только я“. Вот и докричался — эта его затея, шкурная, с треском провалилась. Она и не могла не провалиться. Мне его просто жаль.
Игорь Масленников:
Я не знаю, почему Василий Борисович на меня так взъелся. Само мясо — бифштекс — оставалось, гарнир только прибавился: пришлось придумывать какую-то историю — начинку, связывающую все эти рассказы. А Ливанов, видимо, решил, что мы жутко заработали. Как мне потом рассказали, он посчитал, что ему чего-то там недоплатили. А там и платить-то нечего было. Виталий пытался всё как-то сгладить. «Игорь, — говорил он мне, — не обращайте внимания». А тот шумел, галдел, говорил, что, дескать, только Масленников считает себя хозяином этого фильма. Потом, правда, успокоился: позвонил мне, с чем-то поздравил. Сейчас хоть здороваемся при встрече.

## Судебные тяжбы и дальнейшие события
Руководство ЗАО «Медиа-Мост» подали в суд на ОРТ за демонстрацию телесериала. Игорь Масленников так прокомментировал ситуацию:
А дальше нам на горло наступил капитализм. Оказалось, что права на все фильмы о Холмсе «Ленфильм» продал «Медиа-Мосту» Гусинского и Владимира Досталя. И те потребовали от ОРТ компенсацию за использование в новом сериале материалов прежних фильмов. Состоялся суд, и новый фильм был арестован. Теперь все наши труды лежат на полке и ждут неизвестно чего. Единственное, что согревает душу, — то, что всё-таки где-то на полке лежит новенький, свеженький киноматериал.
Арбитражный суд Москвы запретил каналу ОРТ демонстрацию телевизионного сериала «Воспоминания о Шерлоке Холмсе». Попытки обжаловать решение ни к чему не привели. Сам же Масленников обвинил в произошедшем Ливанова, утверждая, что именно он устроил травлю против телесериала. В настоящее время судьба телесериала точно неизвестна, но его трижды показывали по «Первому каналу» — в 2006, 2011 и 2021 годах.

## Съёмочная группа
- Режиссёр: Игорь Масленников
- Сценаристы: Владимир Валуцкий, Юлий Дунский, Валерий Фрид, Игорь Масленников, Юрий Векслер
- Операторы: Юрий Векслер, Анатолий Лапшов, Владимир Ильин, Дмитрий Долинин
- Композитор: Владимир Дашкевич
- Продюсер: Константин Эрнст, Анатолий Максимов